# جایزه بزرگ هلند ۱۹۷۱
جایزه بزرگ هلند ۱۹۷۱ (انگلیسی: ‎1971 Dutch Grand Prix‎) یک مسابقهٔ موتوری در رشتهٔ اتومبیل‌رانی فرمول یک بود که در تاریخ ۲۰ ژوئن ۱۹۷۱ در پیست زاندفورت واقع در زاندفورت، هلند برگزار شد. این گراند پری در میان ۱۱ گراند پری در فصل ۱۹۷۱، مسابقهٔ شمارهٔ ۴ بود.
در این مسابقه که در ۷۰ دور و به مسافت ۲۹۳٫۵۱ کیلومتر (۱۸۲٫۳۷۹ مایل) برگزار شد، پول پوزیشن توسط ژاکی ایکس کسب شد و سریع‌ترین زمان برای طی یک دور پیست که برابر با ۱:۳۴٫۹۵ بود نیز توسط ژاکی ایکس به ثبت رسید.
ژاکی ایکس از تیم فراری، پدرو رودریگز از تیم بی‌آرام و کلی رگاتزونی از تیم فراری به‌ترتیب مقام‌های اول تا سوم مسابقه را کسب کردند.

## رده‌بندی قهرمانی پس از مسابقه
|       | جایگاه | راننده       | امتیاز |
| ----- | ------ | ------------ | ------ |
|       | ۱      | جکی استوارت  | ۲۴     |
|       | ۲      | ژاکی ایکس    | ۱۹     |
|       | ۳      | ماریو اندرتی | ۹      |
| ۴     | ۴      | پدرو رودریگز | ۹      |
| ۱     | ۵      | رونی پیترسن  | ۹      |
| منبع: |        |              |        |

|       | جایگاه | سازنده     | امتیاز |
| ----- | ------ | ---------- | ------ |
| ۱     | ۱      | فراری      | ۲۸     |
| ۱     | ۲      | تایرل-فورد | ۲۴     |
| ۴     | ۳      | بی‌آرام     | ۹      |
| ۱     | ۴      | مارچ-فورد  | ۹      |
| ۱     | ۵      | ماترا      | ۶      |
| منبع: |        |            |        |

یادداشت
- تنها پنج جایگاه نخست از هر رده‌بندی نمایش داده شده‌است.